# Afton (Iowa)
Afton es una ciudad situada en el condado de Union, Estado de Iowa, Estados Unidos. Según el censo de 2010 tenía una población de 845 habitantes.

## Demografía
Según el censo de 2010, había 845 personas residiendo en la localidad. La densidad de población era de 330,08 hab./km². Había 400 viviendas con una densidad media de 156,25 viviendas/km². El 98,58% de los habitantes eran blancos, el 0,47% amerindios, el 0,12% asiáticos, el 0,47% de otras razas, y el 0,36% pertenecía a dos o más razas. El 0,95% de la población eran hispanos o latinos de cualquier raza.
Según el censo de 2000, de los 384 hogares, en el 29,4% había menores de 18 años, el 52,9% pertenecía a parejas casadas, el 8,9% tenía a una mujer como cabeza de familia, y el 34,4% no eran familias. El 31,0% de los hogares estaba compuesto por un único individuo, y el 19,0% pertenecía a alguien mayor de 65 años viviendo solo. El tamaño promedio de los hogares era de 2,32 personas, y el de las familias de 2,88.
La población estaba distribuida en un 24,9% de habitantes menores de 18 años, un 8,3% entre 18 y 24 años, un 26,0% de 25 a 44, un 23,0% de 45 a 64, y un 17,9% de 65 años o mayores. La media de edad era 40 años. Por cada 100 mujeres había 94,7 hombres. Por cada 100 mujeres de 18 años o más, había 89,3 hombres.
Los ingresos medios por hogar en la localidad eran de 28,281 dólares ($), y los ingresos medios por familia eran 35.848 $. Los hombres tenían unos ingresos medios de 25.707 $ frente a los 17.917 $ para las mujeres. La renta per cápita para la ciudad era de 12.920 $. El 19,4% de la población y el 13,6% de las familias estaban por debajo del umbral de pobreza. El 25,8% de los menores de 18 años y el 19,7% de los habitantes de 65 años o más vivían por debajo del umbral de pobreza.

## Geografía
Según la Oficina del Censo de los Estados Unidos, la localidad tiene un área total de 2,56 km², la totalidad de los cuales 2,56 km² corresponden a tierra firme.